# Rose Diebold
Rose Diebold (* 20. Januar 1953) ist eine ehemalige deutsche Tischtennisspielerin. Sie gewann dreimal die deutsche Meisterschaft im Doppel.
Rose Diebold begann ihre Karriere beim VfR Aalen.  Bereits 1970 und 1974 spielte sie im Verein Post SG Stuttgart, danach schloss sie sich dem TSG Heidelberg an. Nach einem Abstecher 1977 zum Bundesligisten VSC 1862 Donauwörth kehrte sie wieder zum TSG Heidelberg zurück, mit dem sie in den 1990er Jahren in der 2. Bundesliga spielte. 1992 wechselte sie zum  FC Neureut (später TTC Karlsruhe-Neureut), aktuell (2009) ist sie beim TV 1846 Karlsruhe aktiv. 
In den 1970er Jahren gewann Diebold bei den nationalen deutschen Meisterschaften zusammen mit Ursula Hirschmüller 1973, 1975 und 1976 den Titel. 1974 wurden sie Vizemeister.
Später holte Diebold noch zahlreiche Titel bei Seniorenturnieren, so bei den badischen Meisterschaften und bei den deutschen Meisterschaften.